# Erath (Luisiana)
Erath es un pueblo ubicado en la parroquia de Vermilion en el estado estadounidense de Luisiana. En el Censo de 2010 tenía una población de 2114 habitantes y una densidad poblacional de 464,55 personas por km².

## Geografía
Erath se encuentra ubicado en las coordenadas 29°57′32″N 92°2′15″O / 29.95889, -92.03750. Según la Oficina del Censo de los Estados Unidos, Erath tiene una superficie total de 4.55 km², de la cual 4.55 km² corresponden a tierra firme y (0%) 0 km² es agua.

## Demografía
Según el censo de 2010, había 2114 personas residiendo en Erath. La densidad de población era de 464,55 hab./km². De los 2114 habitantes, Erath estaba compuesto por el 88.36% blancos, el 4.68% eran afroamericanos, el 0.47% eran amerindios, el 5.01% eran asiáticos, el 0% eran isleños del Pacífico, el 0.61% eran de otras razas y el 0.85% pertenecían a dos o más razas. Del total de la población el 2.08% eran hispanos o latinos de cualquier raza.